# Indra
Indra (tiếng Phạn: इन्द्र, tiếng Pali: Indā, chữ Hán: 因陀羅, tiếng Hán trung cổ: ʔɪndɑlɑ, Hán Việt: Nhân Đà La) hay còn gọi Đế Thích Thiên (Chữ Hán: 帝釋天/帝释天, Tiếng Quan Thoại: Dìshìtiān) hoặc giản lược là Đế Thích (Chữ Hán: 帝釋/帝释, Tiếng Quan Thoại: Dìshì) là vị thần của sấm sét, một trong những vị thần tối cao của Tôn giáo Vệ Đà cổ (吠陀宗教) và nay là đạo Hindu (Ấn Độ giáo). Theo truyền thuyết thần này là con của thần bầu trời (Dyauspitar) và thần đất (Prithvi).
Sau khi được sinh ra nhờ uống được thứ rượu thần là soma thần bỗng dưng cao lớn và có sức mạnh khủng khiếp làm cho cha mẹ mình quá sợ hãi nên bỏ chạy, chạy mãi nhưng lại chạy theo 2 hướng khác nhau nên trời và đất mới cách xa nhau như ngày hôm nay. Còn khoảng không gian to lớn thì lại thuộc quyền cai quản của thần Indra. Thần Indra ngoài ra còn được xem như là một vị thần chiến tranh. Những người chiến binh thời xưa rất tôn thờ vị thần này. Theo mô tả đây là vị thần được xem là vua các vị thần. Thần có một ngàn con mắt (do bị trúng lời nguyền của đạo sĩ Gotama). Thần xuất hiện với con vật cưỡi là bạch tượng (1 con voi trắng), binh khí của thần là kim cương chử.

## Tên gọi
Trong ngôn ngữ khác, ông được gọi với cái tên như:
- tiếng Bengal: ইন্দ্র (Indro)
- tiếng Miến: သိကြားမင်း (ðadʑá mɪ́ɰ̃)
- tiếng Trung Quốc: 帝釋天/帝释天 (Dìshìtiān)
- tiếng In Đô/Mã Lai: (Indera)
- tiếng Nhật: 帝釈天 (Taishakuten).[5]
- tiếng Java: ꦧꦛꦫꦲꦶꦤ꧀ꦢꦿ (Bathara Indra)
- tiếng Kannada: ಇಂದ್ರ (Indra)
- tiếng Khmer: ព្រះឥន្ទ្រ (Preah In)
- tiếng Lào: ພະອິນ (Pha In) or ພະຍາອິນ (Pha Nya In)
- tiếng Malayalam: ഇന്ദ്രൻ (Indran)
- tiếng Môn: ဣန် (In)
- tiếng Oriya: ଇନ୍ଦ୍ର (Indraw)
- tiếng Tày Lự: ᦀᦲᧃ (In) hay ᦘᦍᦱᦀᦲᧃ (Pha Ya In)
- tiếng Tamil: இந்திரன் (Inthiran)
- tiếng Telugu: ఇంద్రుడు (Indrudu or Indra)
- tiếng Thái: พระอินทร์ (Pra In)